# Románico pleno
En la historiografía del arte románico se aplica el concepto de románico pleno a un intervalo de tiempo que va desde mediados (o desde el último tercio, depende de la geografía) del siglo XI hasta mediados del siglo XII. El románico pleno se desarrolla tras el primer románico y precede al tardorrománico o también llamado románico tardío, que se funde con los comienzos del gótico. Fue un avance y engrandecimiento del arte románico que se manifestó tanto en arquitectura como escultura, pintura y artes menores. Se difundió gracias a los movimientos monásticos y de peregrinación, a la unidad del culto católico con la liturgia romana y a la constante vía de comunicación tanto de viajeros como de mercaderes.

## Difusión
La inclusión del románico pleno fue general en todos los reinos. En España se difundió por el Camino de Santiago, complicando puertas, elaborando los primeros frisos y figuras radiales en los arcos y triunfando con la escultura monumental. Lo mismo ocurrió con la incursión normanda en Inglaterra que hizo romper la unión con la cultura escandinava a favor de las nuevas tendencias románicas europeas. En el arte de la pintura fueron los verdaderos impulsores del románico. En Alemania se mostraron al principio reacios a las nuevas formas que fueron asimilando y difundiendo durante el reinado de Enrique IV (1056-1106). El románico pleno se generalizó en Italia bastante pronto difundiéndose por Francia y llegando a Tierra Santa a través de los cruzados.

## Nuevas formas
En este periodo aparecieron nuevas formas en toda Europa respondiendo a un nuevo concepto de las artes que se iba despegando de toda influencia o corriente de años anteriores. Una de las características más importantes fue la inclusión de la escultura en portadas,  capiteles, impostas, etc. Otra característica a tener en cuenta es el  abovedamiento completo del crucero con cúpula.